# 伊達宗義 (軍事研究者)
伊達 宗義（だて むねよし、1921年〈大正10年〉11月4日 - 2020年〈令和2年〉2月1日）は、日本の中国軍事研究者。

## 経歴
- 旧朝鮮生まれ[2]。

- 拓殖大学教授や同学海外事情研究所所長、花園大学名誉教授などを歴任[2]。

- 2020年2月1日午前10時23分に死去[2]。享年98。

## 系譜
- 伊予国宇和島藩藩主・伊達宗城の曾孫で、陸奥国仙台藩藩主・伊達政宗の直系子孫[2]。

- 曾祖父：伊達宗城
- 義曾祖父：伊達慶邦
- 祖父：伊達宗敦
- 祖父：松根図書
- 父：伊達順之助

- また自身と同じく伊達家一門で第11代仙台藩主の伊達斉義も一時期、「伊達宗義」と名乗っていた。